# Zelotes ovambensis
Zelotes ovambensis är en spindelart som beskrevs av Lawrence 1927. Zelotes ovambensis ingår i släktet Zelotes och familjen plattbuksspindlar.
Artens utbredningsområde är Namibia. Inga underarter finns listade i Catalogue of Life.